# Eublemma
Eublemma is een geslacht van vlinders uit de familie van de spinneruilen (Erebidae).

## Soorten
- E. abrupta (Walker, 1865)
- E. accedens (Felder & Rogenhofer, 1875)
- E. acrapex Hampson, 1896
- E. acuta Candèze, 1927
- E. acutiangulatalis (Rothschild, 1916)
- E. admota (Felder & Rogenhofer, 1875)
- E. aethiopiana Hacker, 2019
- E. afghana (Wiltshire, 1961)
- E. agnella (Brandt, 1938)
- E. agrapta Hampson, 1898
- E. alabastrata (Warren, 1913)
- E. albertlegraini Hacker, 2019
- E. albicosta Hampson, 1910
- E. albida (Duponchel, 1843)
- E. albidior Rothschild, 1915
- E. albifascia Hampson, 1910
- E. albina (Staudinger, 1898)
- E. albipennis Hampson, 1910
- E. albipurpurea (Warren, 1913)
- E. albivena (Hampson, 1905)
- E. albivia Hampson, 1914
- E. alboserrata Hacker, 2019
- E. albostriata Wileman & West, 1929
- E. alexi Fibiger & Hacker, 2002
- E. aliena (Krüger, 1939)
- E. amabilis Saalmüller, 1891
- E. amasina (Eversmann, 1842)
- E. amoena (Hübner, 1803)
- E. amphidasys Turner, 1933
- E. amydrosana Rebel, 1948
- E. angulata (Butler, 1882)
- E. angulifera (Moore, 1882)
- E. angustizona Hacker, 2019
- E. antemediana (Hacker, 2011)
- E. antoninae Nagaraja & Nagarkatti, 1970
- E. apicata Distant, 1898
- E. apicimacula (Mabille, 1880)
- E. archaechroma Hacker, 2019
- E. arcuinna (Hübner, 1790)
- E. arenostrota Hampson, 1916
- E. argenteanea Hacker, 2019
- E. argentifera (Hampson, 1926)
- E. argyromorpha Hacker & Saldaitis, 2011
- E. atriciliata Hampson, 1910
- E. atrifusa Hampson, 1910
- E. aurantiaca Hampson, 1910
- E. aureola Fibiger & Hacker, 2002
- E. baccalix (Swinhoe, 1886)
- E. baccatrix Hacker, 2019
- E. bacchusi Holloway, 2009
- E. barito Holloway, 2009
- E. barlowi Holloway, 2009
- E. basalis (Möschler, 1890)
- E. basiplagata Bethune-Baker, 1911
- E. betarosea Holloway, 2009
- E. bifasciata (Moore, 1881)
- E. bilineata Hampson, 1902
- E. bipars Gaede, 1935
- E. bipartita Hampson, 1902
- E. biparva Fibiger & Hacker, 2002
- E. bistellata (Wiltshire, 1961)
- E. blanca Fibiger & Legrain, 2009
- E. blandula (Rambur, 1858)
- E. bolinia (Hampson, 1902)
- E. bosara Holloway, 2009
- E. boursini (Bytinski-Salz & Brandt, 1937)
- E. brachygonia Hampson, 1910
- E. brachyptera Hacker, 2019
- E. brachystegiae Hacker, 2019
- E. brigitta Fiebig, 2019
- E. brunneifusa Gaede, 1935
- E. brunneosa Bethune-Baker, 1911
- E. buettikeri Wiltshire, 1980
- E. bulla (Swinhoe, 1884)
- E. caduca (Christoph, 1893)
- E. caelestis (Brandt, 1938)
- E. caffrorum (Wallengren, 1860)
- E. candicans (Rambur, 1858)
- E. candidana (Fabricius, 1794)
- E. caniceps Rebel, 1917
- E. canomarmorea Hacker, Fiebig & Stadie, 2019
- E. caprearum Draudt, 1933
- E. caretifera Holloway, 2009
- E. carneola Hampson, 1910
- E. carneotincta Hampson, 1910
- E. carterotata Dyar, 1919
- E. castanea Hampson, 1910
- E. ceresensis Hacker, 2019
- E. chalcochlora Hacker, 2019
- E. chamila Draudt, 1936
- E. chionophlebia Hampson, 1910
- E. chlorochroa Hampson, 1910
- E. chlorotica (Lederer, 1858)
- E. chrysoleuca Hacker, 2019
- E. cinnamomea (Herrich-Schäffer, 1868)
- E. cirrhochroa Hacker, 2019
- E. coccidiphaga Hampson, 1896
- E. cochylioides (Guénée, 1852)
- E. collacteana Hacker, 2019
- E. compuncta (Lederer, 1871)
- E. confusa (Rothschild, 1920)
- E. conistrota Hampson, 1910
- E. conspersa (Butler, 1880)
- E. constricta Seizmair, 2022
- E. convergens (Walker, 1869)
- E. costifascia (Joicey & Talbot, 1916)
- E. costimacula (Saalmüller, 1880)
- E. costivinata Berio, 1945
- E. crassiuscula (Walker, 1864)
- E. crocea Rothschild, 1920
- E. cyrenaea (Turati, 1924)
- E. daphoena Hampson, 1910
- E. daphoenoides Berio, 1941
- E. debilis (Christoph, 1884)
- E. deleta (Staudinger, 1901)
- E. delicata (Felder & Rogenhofer, 1874)
- E. deliciosa (Möschler, 1880)
- E. dentilinea (Hampson, 1926)
- E. deserta (Staudinger, 1900)
- E. dhofarica Hacker & Stadie, 2016
- E. dichroma Rebel, 1907
- E. dimidialis (Fabricius, 1794)
- E. dinawa Bethune-Baker, 1906
- E. diredaoua Hacker, 2019
- E. discata (Warren, 1913)
- E. dissecta (Saalmüller, 1891)
- E. dissoluta Rothschild, 1921
- E. draudti (Bytinski-Salz & Brandt, 1937)
- E. dubia (Butler, 1886)
- E. dyscapna Fletcher D. S., 1961
- E. eberti Hacker, 2019
- E. eburnea (Turati, 1927)
- E. ecthaemata Hampson, 1896
- E. ectochlora Hacker, 2019
- E. ecuadorensis (Hampson, 1918)
- E. elachista Hacker, 2019
- E. ellipsifera Holloway, 2009
- E. elychrysi (Rambur, 1833)
- E. emir (Culot, 1915)
- E. ephimera Hampson, 1910
- E. epistrota Hampson, 1910
- E. eremochroa Hampson, 1916
- E. exanimis Hampson, 1918
- E. exigua (Walker, 1858)
- E. faircloughi Holloway, 2009
- E. fasciola (Saalmüller, 1891)
- E. ferrufascia Hacker, 2019
- E. ferruginata Hacker, 2019
- E. fiebigii Hacker & Stadie, 2019
- E. flavens Hacker, 2019
- E. flavescens Hampson, 1918
- E. flavia Hampson, 1910
- E. flaviceps Hampson, 1902
- E. flavicosta Hampson, 1910
- E. flavicostata (Holland, 1894)
- E. flavida Hampson, 1902
- E. flavigilva Hacker, 2019
- E. flavistriata Hampson, 1910
- E. foedosa (Guenée, 1852)
- E. fredi Fibiger & Hacker, 2002
- E. fugitiva (Christoph, 1877)
- E. fulvipennis (Warren, 1913)
- E. galactea Hampson, 1910
- E. galacteoides Berio, 1937
- E. gayneri (Rothschild, 1901)
- E. gerti Fibiger & Hacker, 2002
- E. glaucizona Hampson, 1908
- E. glaucochroa Hampson, 1910
- E. globus Fibiger & Hacker, 2002
- E. goateri Fibiger & Hacker, 2004
- E. gondwana Hacker, 2019
- E. goniochlora Hacker, 2019
- E. goniogramma Hampson, 1910
- E. gratiosa (Eversmann, 1854)
- E. gratissima (Staudinger, 1892)
- E. griseicosta (Warren, 1913)
- E. griseofimbriata Gaede, 1935
- E. griseola (Erschoff, 1874)
- E. grisescens (Warren, 1913)
- E. guiera Bradley, 1969
- E. hansa (Herrich-Schäffer, 1851)
- E. hemichiasma Hacker, 2019
- E. hemichiona Hampson, 1918
- E. heterogramma (Mabille, 1881)
- E. heteropaura Hacker, 2019
- E. himmighoffeni (Millière, 1867)
- E. hypozonata Hampson, 1910
- E. ignefusa Hampson, 1910
- E. illimitata (Warren, 1914)
- E. illota (Christoph, 1887)
- E. inconspicua (Walker, 1865)
- E. indigofera Holloway, 2009
- E. indistincta Fibiger & Hacker, 2002
- E. infasciata Hacker, 2019
- E. innocens (Butler, 1886)
- E. innotabilis Hacker, 2019
- E. insignifica Rothschild, 1924
- E. intricata (Walker, 1869)
- E. ionoplagiata Hacker & Saldaitis, 2011
- E. iophaenna Turner, 1920
- E. irresoluta (Dyar, 1919)
- E. isocroca Hacker, 2019
- E. jocularis (Christoph, 1877)
- E. joergmuelleri Hacker & Schreier, 2019
- E. jucunda (Hübner, [1813])
- E. juergenschmidli Hacker, 2019
- E. kettlewelli Wiltshire, 1988
- E. keyserlingi (Bienert, 1870)
- E. khalifa (Wiltshire, 1962)
- E. khonoides Wiltshire, 1980
- E. kruegeri (Wiltshire, 1970)
- E. kuelekana (Staudinger, 1871)
- E. lacernaria (Hübner, 1813)
- E. lacteicosta Hampson, 1910
- E. latericolor Turner, 1945
- E. latistriga (Warren, 1913)
- E. lativalva Hacker, 2019
- E. legraini Hacker, 2019
- E. leucanides (Staudinger, 1889)
- E. leucanitis Hampson, 1910
- E. leucodesma (Lower, 1899)
- E. leucodicranon Grünberg, 1910
- E. leucograpta Hampson, 1910
- E. leuconeura Hampson, 1910
- E. leucopolia Hacker, 2019
- E. leucota Hampson, 1910
- E. leucozona Hampson, 1910
- E. levantinata Hacker, 2019
- E. lithina (Warren, 1913)
- E. longiplaga (Warren, 1913)
- E. loxographa Hacker & Saldaitis, 2016
- E. loxotoma Turner, 1909
- E. lozostropha Turner, 1902
- E. lunana (Fabricius, 1794)
- E. lurida Pagenstecher, 1900
- E. lutosa (Staudinger, 1891)
- E. macrocroca Hacker, 2019
- E. macrotephra Hacker, 2019
- E. madaphaea Hacker, 2019
- E. manakhana Hacker & Schreier, 2019
- E. marginula (Herrich-Schäffer, 1851)
- E. marmaropa Meyrick, 1902
- E. marmorata Wileman & West, 1929
- E. martini Holloway, 2009
- E. mauritanica Hacker, 2019
- E. maurochlora Hacker, 2019
- E. maurochroa Hacker, 2019
- E. maurocroca Hacker, 2019
- E. maxima Fibiger & Hacker, 2002
- E. mediana Fibiger & Hacker, 2004
- E. megistodea Hacker, 2019
- E. melabasis Hampson, 1914
- E. melabela Hampson, 1910
- E. melanodonta Hampson, 1910
- E. melanoplera Hacker, 2019
- E. mesodonta Hacker & Stadie, 2019
- E. mesophaea Hampson, 1910
- E. mesozona Hampson, 1914
- E. metachlora Hacker, 2019
- E. metachrostica Hacker, 2019
- E. metacrypta Hacker, 2019
- E. microcroca Hacker, 2019
- E. microphysa Hacker, 2019
- E. microtephra Hacker, 2019
- E. microptera (Brandt, 1939)
- E. minima (Guenée, 1852)
- E. miniparva Fibiger & Hacker, 2002
- E. minutata (Fabricius, 1794) - strobloemuiltje
- E. minutoides Poole, 1989
- E. minutulalis Hacker, 2016
- E. mkalama Hacker, 2019
- E. mukallai (Fibiger & Hacker, 2002)
- E. munda (Christoph, 1884)
- E. murati (Brandt, 1939)
- E. muscatensis Wiltshire, 1980
- E. nelvai Rothschild, 1920
- E. nigrifascia Hacker, 2019
- E. nigrivitta Hampson, 1902
- E. nives (Brandt, 1938)
- E. niviceps Hacker & Saldaitis, 2019
- E. noctuelioides (Wiltshire, 1971)
- E. notochroma Hacker, 2019
- E. notoleuca Hacker, 2019
- E. notoparva Hacker, 2019
- E. nuristana (Wiltshire, 1961)
- E. nyctichroa Hampson, 1910
- E. nyctopa Bethune-Baker, 1911
- E. obscura (Krüger, 1939)
- E. ochracea (Warren, 1913)
- E. ochrata Hacker, 2019
- E. ochreola (Staudinger, 1900)
- E. ochricosta Hampson, 1916
- E. ochrobasis Hampson, 1910
- E. ochrochlora Hacker, 2019
- E. ochrochroa Hampson, 1910
- E. ochropolia Hacker, 2019
- E. odontophora Hampson, 1910
- E. oliva Fibiger & Hacker, 2002
- E. olivacea (Walker, [1858])
- E. ornatula (Felder & Rogenhofer, 1874)
- E. orthogramma (Snellen, 1872)
- E. ostrina (Hübner, 1808) - Bleek purperuiltje
- E. pallidula (Herrich-Schäffer, 1856)
- E. pallidulalis Hacker, 2019
- E. panonica (Freyer, 1840)
- E. parallela (Freyer, 1842)
- E. parva (Hübner, 1808) - Klein purperuiltje
- E. parvoides (Brandt, 1939)
- E. pectorora Lucas, 1894
- E. pendula Joannis, 1928
- E. penicillata Hampson, 1902
- E. pennula (Felder & Rogenhofer, 1875)
- E. pergrata (Rambur, 1858)
- E. perkeo Rothschild, 1921
- E. permixta (Staudinger, 1898)
- E. perobliqua Hampson, 1910
- E. perturbata Hacker, 2019
- E. pervesicolor Holloway, 2009
- E. phaeotephra Hacker, 2019
- E. plagiochroma Hacker, 2016
- E. plagirosea Holloway, 2009
- E. plectoversa Hacker, 2019
- E. poliochila Hacker, 2019
- E. poliochra Hacker, 2019
- E. poliochroa Hampson, 1910
- E. politzari Hacker, 2019
- E. polygramma (Duponchel, 1842)
- E. popovi (Wiltshire, 1953)
- E. porphyrina (Freyer, 1844)
- E. prolai (Berio, 1977)
- E. proleuca Hampson, 1910
- E. psamathea Hampson, 1910
- E. psarochlora Hacker, 2019
- E. pseudepistrota (Brandt, 1938)
- E. pseudoviridis (Brandt, 1939)
- E. pudica (Snellen, 1880)
- E. pudorina (Staudinger, 1889)
- E. pulcherrima Wiltshire, 1982
- E. pulchra (Swinhoe, 1886)
- E. pulverulenta (Warren & Rothschild, 1905)
- E. pulvinariae (Oliff, 1892)
- E. punctilinea Hampson, 1902
- E. pura (Hübner, 1813)
- E. purpurina (Denis & Schiffermüller, 1775) - Prachtpurperuiltje
- E. pusilla (Eversmann, 1834)
- E. pyrastis Hampson, 1910
- E. pyrochroa Hampson, 1918
- E. quadrapex (Hampson, 1891)
- E. quadrilineata (Moore, 1881)
- E. quadripunctata (Warren, 1913)
- E. radda Swinhoe, 1901
- E. recta Guenée, 1852
- E. reducta Butler, 1894
- E. reticulata Hampson, 1896
- E. rhodocraspis Druce, 1909
- E. richardi Holloway, 2009
- E. rietzi Fibiger, Ronkay, Zilli & Yela, 2010
- E. rivula (Moore, 1882)
- E. robertsi (Berio, 1969)
- E. robinsoni Holloway, 2009
- E. ronkayorum Fibiger & Hacker, 2002
- E. rosea (Hübner, 1790)
- E. roseana (Moore, 1881)
- E. rosearcuata Holloway, 2009
- E. roseonivea (Walker, [1863])
- E. roseoniveoides Holloway, 2009
- E. rosibrunnea Holloway, 2009
- E. rubiginea Hampson, 1895
- E. rubra Hampson, 1902
- E. rubricilia Hampson, 1902
- E. rufiplaga Hampson, 1910
- E. rufipuncta Turner, 1902
- E. rufogalactea Holloway, 1979
- E. rufolineata Hampson, 1918
- E. sabia (Felder & Rogenhofer, 1874)
- E. sabulosa Rothschild, 1913
- E. salangi (Wilthire, 1961)
- E. sarcosia Hampson, 1910
- E. savour Berio, 1950
- E. schreieri Hacker, 2019
- E. scitula (Rambur, 1833)
- E. scituloides Rebel, 1917
- E. scotina Fletcher D. S., 1963
- E. scotopis Bethune-Baker, 1911
- E. seminivea Hampson, 1896
- E. semirufa Hampson, 1902
- E. sidamonia Hacker, Fiebig & Stadie, 2019
- E. silicula Swinhoe, 1897
- E. siticulina Hacker, 2019
- E. siticulosa (Lederer, 1858)
- E. skoui Fibiger & Hacker, 2004
- E. sororcula Hacker, 2019
- E. sphragidota Turner, 1902
- E. spirogramma Rebel, 1912
- E. squalida (Staudinger, 1878)
- E. staudingeri (Wallengren, 1875)
- E. stenodea Hacker, 2019
- E. stictilinea Hampson, 1910
- E. straminea (Staudinger, 1892)
- E. striantula (Wiltshire, 1961)
- E. suava Hübner, 1818
- E. subangulata Hampson, 1902
- E. subcinerea (Snellen, 1880)
- E. subflaviceps Hacker & Saldaitis, 2010
- E. subolivalis (Mabille, 1893)
- E. subrufula Rothschild, 1924
- E. subvenata (Staudinger, 1892)
- E. suppuncta (Staudinger, 1891)
- E. suppura (Staudinger, 1892)
- E. sydolia Schaus, 1940
- E. sylvana Fiebig, 2019
- E. syrtensis Hampson, 1910
- E. taftana (Brandt, 1941)
- E. taifensis Wiltshire, 1980
- E. teilhardi Joannis, 1909
- E. terminimaculata Wileman, 1915
- E. thermobasis Hampson, 1910
- E. thermochroa Hampson, 1910
- E. tomentalis Rebel, 1948
- E. topi Hacker & Fibiger, 2006
- E. trachycornis (Strand, 1920)
- E. trifasciata (Moore, 1881)
- E. trigramma Hampson, 1910
- E. trilinea Joannis, 1909
- E. tritonia (Hampson, 1902)
- E. trollei Hacker & Fibiger, 2006
- E. truncatalis (Walker, 1863)
- E. trusmadi Holloway, 2009
- E. tytrocoides Hacker & Hausmann, 2010
- E. udzungwa Hacker, 2019
- E. uhlenhuthi Wiltshire, 1988
- E. uhlenhuthiana Hacker, 2019
- E. undilinea (Warren, 1913)
- E. uniformis (Staudinger, 1878)
- E. uninotata Hampson, 1902
- E. usambara Hacker, 2019
- E. variochrea Holloway, 1979
- E. versicolor (Walker, 1864)
- E. vestalis (Butler, 1886)
- E. vestina Swinhoe, 1904
- E. viettei (Berio, 1954)
- E. vinosa (Berio, 1987)
- E. vinotincta Hampson, 1902
- E. virginalis (Oberthür, 1881)
- E. viridis (Staudinger, 1888)
- E. viridula (Guénée, 1841)
- E. wagneri (Herrich-Schäffer, 1851)
- E. willotti Holloway, 2009
- E. wiltshirei Fibiger & Hacker, 2004
- E. wolframmeyi Hacker, 2019
- E. wollastoni Rothschild, 1901
- E. wutzdorffi (Püngeler, 1907)
- E. xanthochroa Hacker, 2019
- E. zillii Fibiger, Ronkay & Yela, 2010

### Status onduidelijk
- E. prochitana (Costa, 1834)